# Кёниг, Марк
Марк Энтони Кёниг (англ. Mark Anthony Koenig; 19 июля 1904, Сан-Франциско, Калифорния — 22 апреля 1993, Уиллоус, там же) — американский бейсболист, шортстоп. Выступал за ряд клубов Главной лиги бейсбола с 1925 по 1935 год. Двукратный победитель Мировой серии в составе клуба «Нью-Йорк Янкис».

## Биография

### Ранние годы
Марк Кёниг родился 19 июля 1904 года в Сан-Франциско в Калифорнии. Он был единственным ребёнком в семье Чарлза Кёнига и его супруги Стеллы. Отец имел немецкие корни, мать была швейцарского происхождения. Чарлз Кёниг работал гравёром, Стелла занималась стиркой штор. В детстве Кёниг много читал, учился играть на фортепиано. В бейсбол он начал играть до поступления в старшую школу.
В бейсбольной команде школы Лоуэлл он играл на различных позициях в инфилде. Постепенно его игровое время росло и на Кёнига обратил внимание скаут Марти Кернс. С его подачи молодой игрок в 1921 году получил приглашение в клуб Западной Канадской лиги «Мус Джо Миллерс». Родители Кёнига не возражали против того, чтобы он бросил учёбу ради игры в бейсбол.
За «Миллерс» он сыграл в 84 матчах, отбивая с показателем 20,2 %. Лига распалась незадолго до конца чемпионата, но игру Кёнига успел заметить работавший на «Нью-Йорк Янкис» скаут Боб Коннери. В тот же период он начал выходить на биту в различной стойке, что сделало его более разносторонним игроком. В 1922 году Кёниг играл в Лиге Дакоты за «Джеймстаун Джимкотанс», следующий сезон провёл в «Де-Мойн Бустерс» из Западной лиги. Большую часть чемпионата 1924 года он провёл в запасе клуба «Сент-Пол Сэйнтс». Кёниг сыграл только 68 матчей, отбивая с эффективностью 26,7 %. Его команда вышла в Мировую серию младших лиг, где ему удалось выбить два хоум-рана. «Сэйнтс» выиграли серию со счётом 5:4.

### Нью-Йорк Янкис
Сезон 1925 года стал поворотной точкой в карьере Кёнига. В играх за «Сэйнтс» он отбивал с показателем 30,8 % и им заинтересовался ряд клубов Главной лиги бейсбола. Ближе к концу чемпионата его обменяли в «Янкис». За молодого игрока «Сэйнтс» получили 50 тысяч долларов, кэтчера Фреда Хоффманна, первого базового Оскара Рёттгера и шортстопа Эрни Джонсона.
«Янкис» в 1925 году занимали только седьмое место и Кёниг быстро получил возможность проявить себя. Восьмого сентября он дебютировал в Главной лиге бейсбола. До конца чемпионата он сыграл в 28 матчах, произведя благоприятное впечатление на главного тренера Миллера Хаггинса. В 1926 году Кёниг стал стартовым шортстопом команды. Он много ошибался в защите, но его игра на бите компенсировала эти промахи. В регулярном чемпионате он отбивал с показателем 27,1 %, выбив лучшие в карьере пять хоум-ранов. Команда одержала 91 победу и вышла в Мировую серию, где проиграла «Сент-Луису» 3:4.
В 1927 году «Янкис» провели один из лучших сезонов в истории бейсбола. Команда одержала 110 побед, а её отбивающие получили прозвище «Отряд убийц». Кёниг в регулярном чемпионате отбивал с показателем 28,5 % и заработал 99 ранов. Он эффективно ставил банты и получил только 21 страйкаут. При этом в защите его игра оставляла желать лучшего. Несмотря на 31 пропущенный матч, Кёниг допустил 47 ошибок. В Мировой серии, где «Янкис» обыграли «Питтсбург Пайрэтс» со счётом 4:0, он выбил девять хитов.
Сезон 1928 года команда провела слабее, но сумела в третий раз подряд выйти в Мировую серию. Кёниг по ходу чемпионата совершил 49 ошибок, но отбивал с показателем 31,9 %. Соперниками «Янкис» по финалу снова стали «Сент-Луис Кардиналс». Ньюйоркцы выиграли серию 4:0 и стали первой в истории командой, дважды подряд обыгравшей оппонентов в четырёх матчах. В этой серии показатель отбивания Кёнига составил 15,8 %. После окончания сезона он женился на уроженке Калифорнии Кэтрин Тремейн.
В 1929 году Кёниг принял участие в 116 матчах команды и отбивал с эффективностью 29,2 %. По ходу сезона он перешёл на третью базу, уступив место основного шортстопа Лео Дюрошеру. За несколько дней до окончания чемпионата главный тренер команды Миллер Хаггинс умер от заражения крови. Его сменил Боб Шоуки, с которым у Кёнига отношения не сложились. В 1930 году он сыграл только в 21 матче, а затем был обменян в «Детройт Тайгерс».

### Второй этап карьеры
В новой команде посчитали, что проблемы Кёнига в защите связаны с плохим зрением, но очки ему не помогли. Затем тренерский штаб решил попробовать его в роли питчера. Он сыграл один матч, пропустив десять ранов за семь иннингов, и вернулся к работе в качестве инфилдера. В 1931 году он сыграл за «Тайгерс» в 106 матчах, отбивая с показателем 25,3 %. После окончания чемпионата Кёниг покинул команду и больше никогда не играл в Американской лиге.
Сезон 1932 года он начал в составе клуба «Сан-Франциско Мишнс» в Лиге Тихоокеанского побережья. Кёниг играл шортстопом и на третьей базе, отбивал с хорошим показателем 35,5 %. Успешное выступление позволило ему вернуться в Главную лигу бейсбола в августе, когда «Чикаго Кабс» понадобилась замена для Билли Джургеса, раненого в руку во время покушения. До конца чемпионата Кёниг сыграл за команду 33 матча с показателем отбивания 35,3 %. Он не был доволен временем проведённым в «Кабс» и позже рассказывал, что своим в коллективе так и не стал, а после окончания Мировой серии, где «Чикаго» проиграли «Янкис», ему выплатили только половину положенных призовых. В 1933 году Кёниг сыграл за «Кабс» в 80 матчах, отбивая с эффективностью 28,4 %. После окончания сезона его обменяли в «Филадельфию», а через месяц оттуда он перешёл в «Цинциннати Редс».
В 1934 году Кёниг сыграл в рекордном для себя 151 матче регулярного чемпионата. Он по-прежнему хорошо отбивал (27,2 %) и плохо играл в защите (48 ошибок). В декабре его обменяли из «Редс» в «Нью-Йорк Джайентс», где он провёл два последних сезона своей карьеры. В 1935 году Кёниг сыграл 107 матчей, отбивая с показателем 28,3 %. В 1936 году он играл намного меньше, но в пятый раз в карьере принял участие в играх Мировой серии. «Джайентс» проиграли «Янкис», а сам он выбил один хит в шестой игре финала. В декабре 1936 года Кёнига отчислили и он объявил об уходе из спорта.

### После окончания карьеры
Закончив играть, Кёниг вернулся в Сан-Франциско, где владел двумя заправочными станциями и занимался инвестициями на фондовом рынке. В те годы он снялся в фильмах «История Бейба Рута» и «Гордость янки», посвящённых его бывшим партнёрам по Янкис Бейбу Руту и Лу Геригу.
В Калифорнии Кёниг развёлся и женился во второй раз. Позднее он продал свой бизнес и переехал жить в город Глен-Эллен. Его вторая жена Дорис Бейли умерла в 1979 году, после чего Кёниг почти шесть лет жил вместе с Хелен Палмер, вдовой из Иллинойса. В 1987 году он получил аттестат об окончании старшей школы.
Последние годы жизни он провёл в Орланде, где жила его дочь от первого брака. Умер Марк Кёниг 22 апреля 1993 года в Уиллоусе, причиной его смерти стал рак.